# Casa de los babys
Casa de los babys es una película de género comedia-drama mexicano-estadounidense de 2003 dirigida por John Sayles.

## Argumento
Seis mujeres estadounidenses se encuentran en una de las situaciones emocionalmente más importantes de sus vidas: todas se encuentran esperando el momento en que se les hará la entrega de un bebé en adopción. Alojadas en un exótico motel sudamericano regentado por la simpática señora Muñoz, esperan ansiosas a que la burocracia local gestione sus peticiones de adopción para unos recién nacidos de un orfanato local. A medida que transcurren las semanas, van compartiendo la angustia y la esperanza que les produce el deseo de tener un hijo.

## Reparto
- Angelina Peláez: doña Mercedes
- Lizzie Curry Martinez: sor Juana
- Vanessa Martinez: Asunción
- Amanda Álvarez: Blanca
- Said Martinez: Eusebio
- José Reyes: conductor de la furgoneta
- Rita Moreno: señora Muñoz
- Bruno Bichir: Diómedes
- Daryl Hannah: Skipper
- Lili Taylor: Leslie
- Mary Steenburgen: Gayle
- Marcia Gay Harden: Nan
- Maggie Gyllenhaal: Jennifer
- Pedro Armendáriz Jr.: Ernesto
- Tony Marcín: madre de Celia

## Acogida de la crítica
"El filme va apuntando, como sin querer pero con callada, soberana eficacia en varias direcciones. (...) Es un filme necesario sobre un tema candente y sobre el cual el cine tan poco se ha pronunciado hasta ahora."
Mirito Torreiro: El País

"Lo mejor: la autenticidad lograda, incluso en tipos de presencia breve, como la muchacha Asunción, que ya ha dado, por necesidad, un hijo en adopción. Lo peor: quizá que, tratándose de un tema tan complejo y delicado, se precisamente una película contenida."
Manolo Marinero: El Mundo